# Cielo di piombo, ispettore Callaghan
Cielo di piombo, ispettore Callaghan (The Enforcer) è un film del 1976 diretto da James Fargo. Terzo episodio della saga dedicata al popolare Harry Callaghan.

## Trama
L'ispettore di polizia Harry Callaghan, a causa dei suoi metodi poco ortodossi, viene relegato dietro una scrivania dopo aver ucciso tre rapinatori che avevano preso in ostaggio quattro persone, tra cui due donne. In ufficio però resta per poco tempo poiché una banda composta da sbandati reduci del Vietnam, con a capo Bobby Maxwell, ruba delle armi ed esplosivi da una fabbrica, minacciando la città.
A Callaghan viene affiancata la nuova ispettrice Kate Moore, da poco promossa a questo ruolo grazie alla nuova politica municipale sulla parità di diritti all'interno della polizia di San Francisco. Questo avviene perché il dipartimento si preoccupa di rendere più sicuro il lavoro dell'ispettore affiancandogli un collega che gli possa offrire sostegno durante le indagini e durante le azioni poliziesche per esercitare al meglio le norme sulla sicurezza sul lavoro. La nuova collega non va a genio a Harry, che la considera una palla al piede, essendo priva di esperienza sul campo. Dopo un'operazione della polizia che ha portato all'arresto dei membri di un gruppo politico di persone di colore, il sindaco attribuisce il merito dell'intera operazione a Callaghan e Moore (che non erano nemmeno presenti al momento dell'operazione), in modo da dare visibilità e credito alla sua politica sulla parità dei sessi. Harry, disgustato, riconsegna il distintivo e va via.
Poco tempo dopo il sindaco viene rapito e Harry decide di proseguire le indagini per conto proprio, con l'aiuto di Kate. I due si recano quindi ad Alcatraz, avendo individuato nel vecchio penitenziario il covo della banda dove viene tenuto in ostaggio il sindaco.
Mentre Harry combatte all'esterno, Kate si fa largo dentro il carcere, liberando il sindaco. Al momento di ricongiungersi all'esterno del carcere, Kate cade sotto i colpi di Bobby Maxwell. Furioso per aver perso la sua collega, Harry lo uccide con un razzo verso la torretta di guardia dove questi si era rifugiato. Dopo aver recuperato il sindaco, arriva in elicottero la polizia con i soldi del riscatto.

## Produzione
Tyne Daly interpreta Kate Moore, la nuova partner di Callaghan, anticipando il ruolo che le farà vincere ben quattro volte il premio Emmy nella parte di una poliziotta nella serie televisiva New York New York. Il film venne scritto da due studenti di cinema che, innamoratisi dei primi due capitoli della serie, decisero di scriverne un sequel. Così si recarono a un ristorante del quale Eastwood era il proprietario e chiesero al gestore «Per favore fai avere il nostro progetto a Clint». A Eastwood piacque gran parte della loro storia ma chiese a un altro gruppo di sceneggiatori di dare corpo alla trama. Eastwood avrebbe voluto dirigere lui il film ma si trovava nella post-produzione di Il texano dagli occhi di ghiaccio e quindi suggerì di affidare la regia a James Fargo, assistente nello stesso film. Fargo sapeva cosa piaceva a Clint e gli lasciava sempre l'ultima parola e inoltre era Eastwood a prendere le decisioni più critiche. Infine, Eastwood insistette per avere più scene d'azione e meno dialoghi.